# Obergebra
Obergebra é uma localidade e antigo município da Alemanha localizado no distrito de Nordhausen, estado da Turíngia.
O antigo município de Obergebra foi incorporado à cidade de Bleicherode a partir de 1 de dezembro de 2007.